# Авфід
Авфі́д або Ауфі́д (лат. Aufidus, італ. Ofanto) — річка в Апулії, поблизу якої народився Горацій
| Італія | Це незавершена стаття з географії Італії. Ви можете допомогти проєкту, виправивши або дописавши її. |

| Річка | Це незавершена стаття про річку. Ви можете допомогти проєкту, виправивши або дописавши її. |